# Day of the Dead: Bloodline
Day of the Dead: Bloodline ist ein US-amerikanisch-bulgarischer Horrorfilm von Hèctor Hernández Vicens aus dem Jahr 2018. Er basiert ähnlich wie der 2008 gedrehte Film Day of the Dead auf dem George-A.-Romero-Film Zombie 2 (1985).

## Handlung
Zoe Parker studiert Medizin. Sie wird von einem Stalker namens Max belästigt, der immer von ihr Blut abgenommen bekommen möchte. Bei einem weiteren, dem im Ergebnis letzten Mal, hat er sogar ihren Namen auf seinen Arm geritzt. Etwas später geht sie auf eine College-Party, bei der das Bier in der Leichenkammer versteckt wurde. Als sie dies von dort holen möchte, lauert ihr Max auf und versucht, sie zu vergewaltigen. Genau in diesem Moment entfesselt sich unterdessen eine Zombieattacke und Zoe kann deswegen entkommen. Bald darauf ist Amerika von den als „Rottern“ bezeichneten Zombies besetzt...
Fünf Jahre danach: Die wenigen Überlebenden haben sich in Bunker und Forts zurückgezogen. Zoe lebt mittlerweile im „High Rock Emergency Bunker“. Das Camp wird von Miguel geleitet und steht unter streng militärischer Organisation. Zoe arbeitet dort sowohl an der Entwicklung eines Heilmittels wie auch als praktische Ärztin. Lily, ein kleines Mädchen, ist schwer erkrankt, sie leidet unter einer bakteriellen Lungenentzündung. Ein Antibiotikum könnte ihr helfen, ein solches ist im Camp aber nicht verfügbar.
Zoe kann ihren Freund Baca, Miguels Bruder, überzeugen, eine Militärmission zu ihrem alten Krankenhaus zu organisieren, um dort das Medikament zu beschaffen. Obwohl Miguel Bedenken hat, wird die Unternehmung durchgeführt. Dabei lässt sich Zoe – gegen den Plan – dazu verleiten, auch alte Erinnerungsstücke mitzunehmen, und das Vorhaben geht schief: ein Soldat wird infiziert und stirbt kurz darauf. Bei alledem wurde zumindest das Heilmittel für Lily gesichert. Es stellt sich derweil heraus, dass Max als Rotter überlebt hat, und er nimmt Witterung zu dem Stoßtrupp von Zoe und Baca auf. Er kann sich tatsächlich ins Camp schleichen und richtet dort ein Blutbad an.
Letztlich wird Max überwältigt. Bei einer Untersuchung entdeckt Zoe in ihm das bislang fehlende Bindeglied zwischen Rotter und Mensch. Aus seinem Blut will sie nun einen Impfstoff entwickeln, der die Menschheit retten kann. Trotz Spannungen zwischen Miguel und ihr kann sie ihn letztlich für ihre Sache gewinnen. Sie erhält für ihre Forschungen 48 Stunden Zeit. Den im Labor festgesetzten Max benutzt sie dabei als Testobjekt, womit sie das Camp in zwei Lager spaltet. Als zudem bei einer weiteren Aktion, um zusätzlich benötigtes frisches Rotterblut beizubringen, weitere Männer sterben, tobt Miguel.
Schließlich gelingt es ihr im letzten Augenblick, gleichwohl einen Impfstoff zu extrahieren. Im selben Zuge kann sich außerdem Max unerwartet befreien, und ein Zombieangriff beginnt, in dessen Verlauf zahlreiche Soldaten sterben, darunter auch Miguel. Als die Lage wieder unter Kontrolle ist, entdeckt Zoe entsetzt, dass Baca gebissen wurde und somit sterben wird. Sie verabreicht ihm kurzerhand das Serum, das tatsächlich wirkt, und rettet Baca damit das Leben. Nachdem der Bunker wieder aufgebaut wurde, setzt Zoe über Funk die an alle in der Außenwelt gerichtete Nachricht ab, dass sie einen Impfstoff besitzt...

## Hintergrund
2013 sicherten sich Christa Campbell und Lati Grobman, die Produzentinnen von Texas Chainsaw 3D die Rechte für ein Remake des Films Zombie 2 von George A. Romero aus dem Jahr 1985. Zusammen mit Millennium Films wurde das Remake anschließend in Angriff genommen.
Der Film wurde schließlich überwiegend in Bulgarien gedreht. Das Budget betrug etwa 8 Millionen US-Dollar. Regie führte schließlich der spanische Regisseur Hèctor Hernández Vicens. Der Film erschien in den Vereinigten Staaten am 5. Januar 2018. In Deutschland folgte eine DVD- und Blu-Ray-Premiere am 25. Januar 2018 über EuroVideo. Bereits im April war der Film auf Netflix auch als Stream zu sehen.

## Rezeption
Der Film wurde generell eher schlecht bewertet. Horrormagazin.de beschrieb den Film als „beinharte[n], aber trotzdem irgendwie sterile[n] Beitrag aus einem ziemlich abgerittenen Genre. Wer mal wieder Blut sehen will, wird gut bedient, mehr ist aber auch nicht drin.“
Auf RogerEbert.com zog Brian Tallerico Parallelen zu Roger Eberts Rezension zum Originalfilm. Genau wie Ebert 1985 würde er 90 Minuten lange Menschen, die ihn nicht interessieren, zugucken wie sie sich anschreien und ziemlich blödsinnige Entscheidungen treffen. Ähnlich sah es Robert Abele in der Los Angeles Times. Während das Original zwar nicht Romeros bester Film gewesen sei, hätte er wenigstens eine Debatte angestoßen. Bei diesem Remake würde man nur dünnen Charakteren bei dummen Dialogen zuhören, die sich dabei noch dümmer benehmen. Als Beispiel führt er an, wie Zoe die angeblich nach der versuchten Vergewaltigung ein Trauma erlitten hat, den gefangenen Max anflirtet und sich sogar übers Gesicht lecken lässt.